# Den lille Frugtsælgerske
Den lille Frugtsælgerske (Deens vrij vertaald: Een verkooppraatje voor fruit) is een compositie van Niels Gade. Het is een toonzetting van het gelijknamige gedicht van Julius Christian Gerson. De beginregel laat zien waar het over gaat: Køb Herre, Frugter, liflig i Smag og Skær (Heren koopt fruit, zoet van smaak en gesneden).